# Dampvalley-Saint-Pancras
Dampvalley-Saint-Pancras est une commune française située dans le département de la Haute-Saône, la région culturelle et historique de Franche-Comté et la région administrative Bourgogne-Franche-Comté.

## Géographie

### Communes limitrophes
|                          | Fontenoy-le-Château (Vosges) |        |
| Betoncourt-Saint-Pancras | Dampvalley-Saint-Pancras     | Cuve   |
| Girefontaine             |                              | Anjeux |

### Climat
Pour des articles plus généraux, voir Climat de la Bourgogne-Franche-Comté et Climat de la Haute-Saône.
En 2010, le climat de la commune est de type climat des marges montargnardes, selon une étude du Centre national de la recherche scientifique s'appuyant sur une série de données couvrant la période 1971-2000. En 2020, Météo-France publie une typologie des climats de la France métropolitaine dans laquelle la commune est exposée à un climat semi-continental et est dans la région climatique  Lorraine, plateau de Langres, Morvan, caractérisée par un hiver rude (1,5 °C), des vents modérés et des brouillards fréquents en automne et hiver. 
Pour la période 1971-2000, la température annuelle moyenne est de 10 °C, avec une amplitude thermique annuelle de 17,2 °C. Le cumul annuel moyen de précipitations est de 985 mm, avec 12,9 jours de précipitations en janvier et 9,8 jours en juillet. Pour la période 1991-2020, la température moyenne annuelle observée sur la station météorologique de Météo-France la plus proche, « Aillevillers », sur la commune d'Aillevillers-et-Lyaumont à 10 km à vol d'oiseau, est de 10,6 °C et le cumul annuel moyen de précipitations est de 1 175,0 mm. 
La température maximale relevée sur cette station est de 40,6 °C, atteinte le 25 juillet 2019 ; la température minimale est de −23,5 °C, atteinte le 6 janvier 1985,,. 
Les paramètres climatiques de la commune ont été estimés pour le milieu du siècle (2041-2070) selon différents scénarios d'émission de gaz à effet de serre à partir des nouvelles projections climatiques de référence DRIAS-2020. Ils sont consultables sur un site dédié publié par Météo-France en novembre 2022.

## Urbanisme

### Typologie
Au 1er janvier 2024, Dampvalley-Saint-Pancras est catégorisée commune rurale à habitat très dispersé, selon la nouvelle grille communale de densité à sept niveaux définie par l'Insee en 2022.
Elle est située hors unité urbaine et hors attraction des villes,.

### Occupation des sols
L'occupation des sols de la commune, telle qu'elle ressort de la base de données européenne d’occupation biophysique des sols Corine Land Cover (CLC), est marquée par l'importance des territoires agricoles (54,5 % en 2018), une proportion sensiblement équivalente à celle de 1990 (53,8 %). La répartition détaillée en 2018 est la suivante : 
prairies (54,5 %), forêts (45,5 %). L'évolution de l’occupation des sols de la commune et de ses infrastructures peut être observée sur les différentes représentations cartographiques du territoire : la carte de Cassini (XVIIIe siècle), la carte d'état-major (1820-1866) et les cartes ou photos aériennes de l'IGN pour la période actuelle (1950 à aujourd'hui).

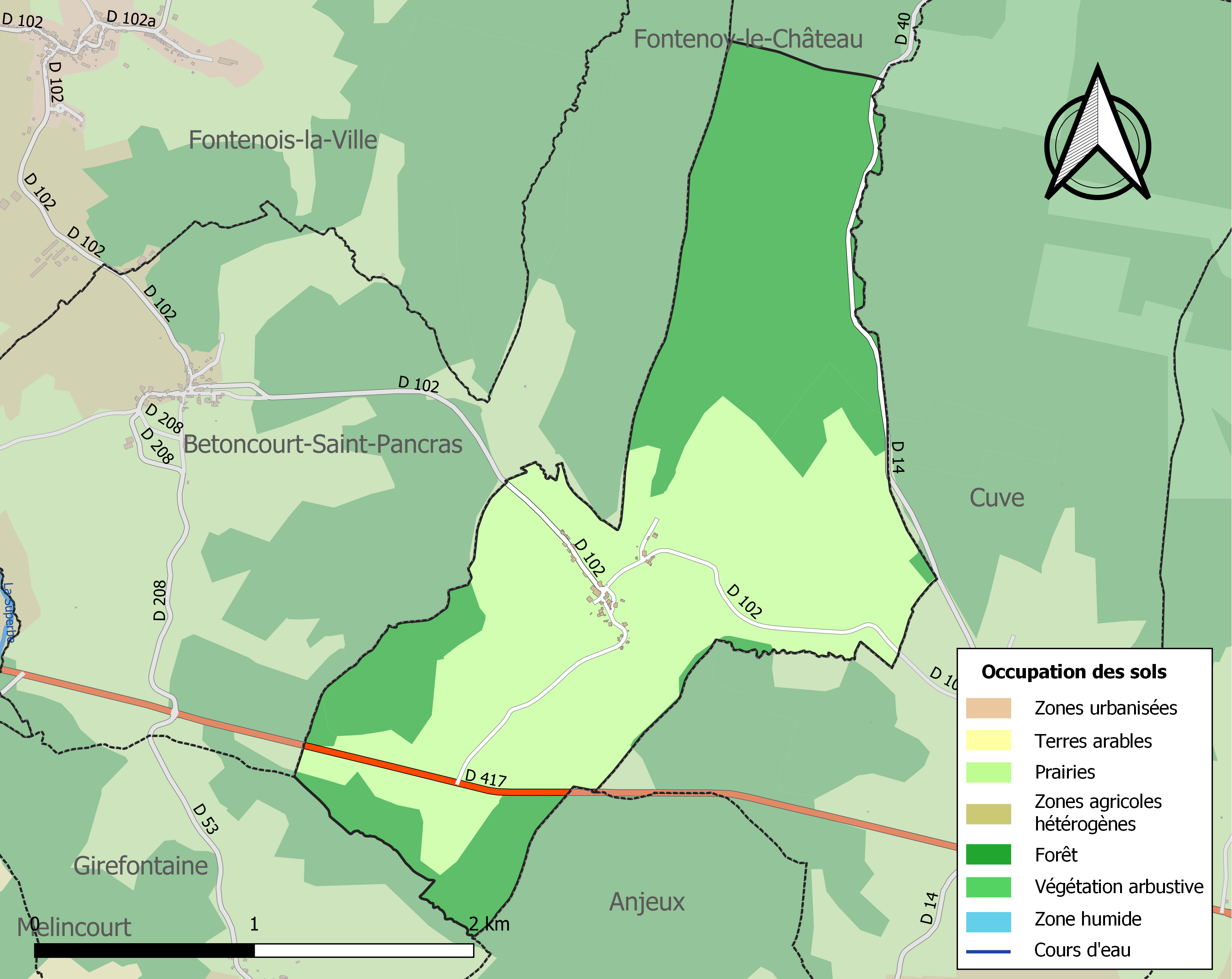
Carte des infrastructures et de l'occupation des sols de la commune en 2018 (CLC).

## Histoire
- Appartenait au prieuré de Saint-Pancrace de Fontaine-lès-Luxeuil (mentionné en 1177).
- Une seigneurie laïque existait aussi ; elle appartenait aux XVIIe et XVIIIe siècles à la famille des Courtaillon.
- Dampvalley-Saint-Pancras était une terre dites de surséance, disputée pendant plusieurs siècles entre la Lorraine et la Franche-Comté.

## Politique et administration

Carte départementale montrant en rouge les communes de la communauté de communes de la Haute Comté.

### Rattachements administratifs et électoraux
La commune fait partie de l'arrondissement de Vesoul du département de la Haute-Saône, en région Bourgogne-Franche-Comté. Pour l'élection des députés, elle dépend de la deuxième circonscription de la Haute-Saône.
Elle faisait partie depuis 1801 du canton de Vauvillers. Dans le cadre du redécoupage cantonal de 2014 en France, la commune est désormais rattachée au canton de Port-sur-Saône.

### Intercommunalité
La commune fait partie  de la communauté de communes de la Haute Comté, créée le 1er janvier 2014 et qui succède à trois petites intercommunalités.

### Liste des maires

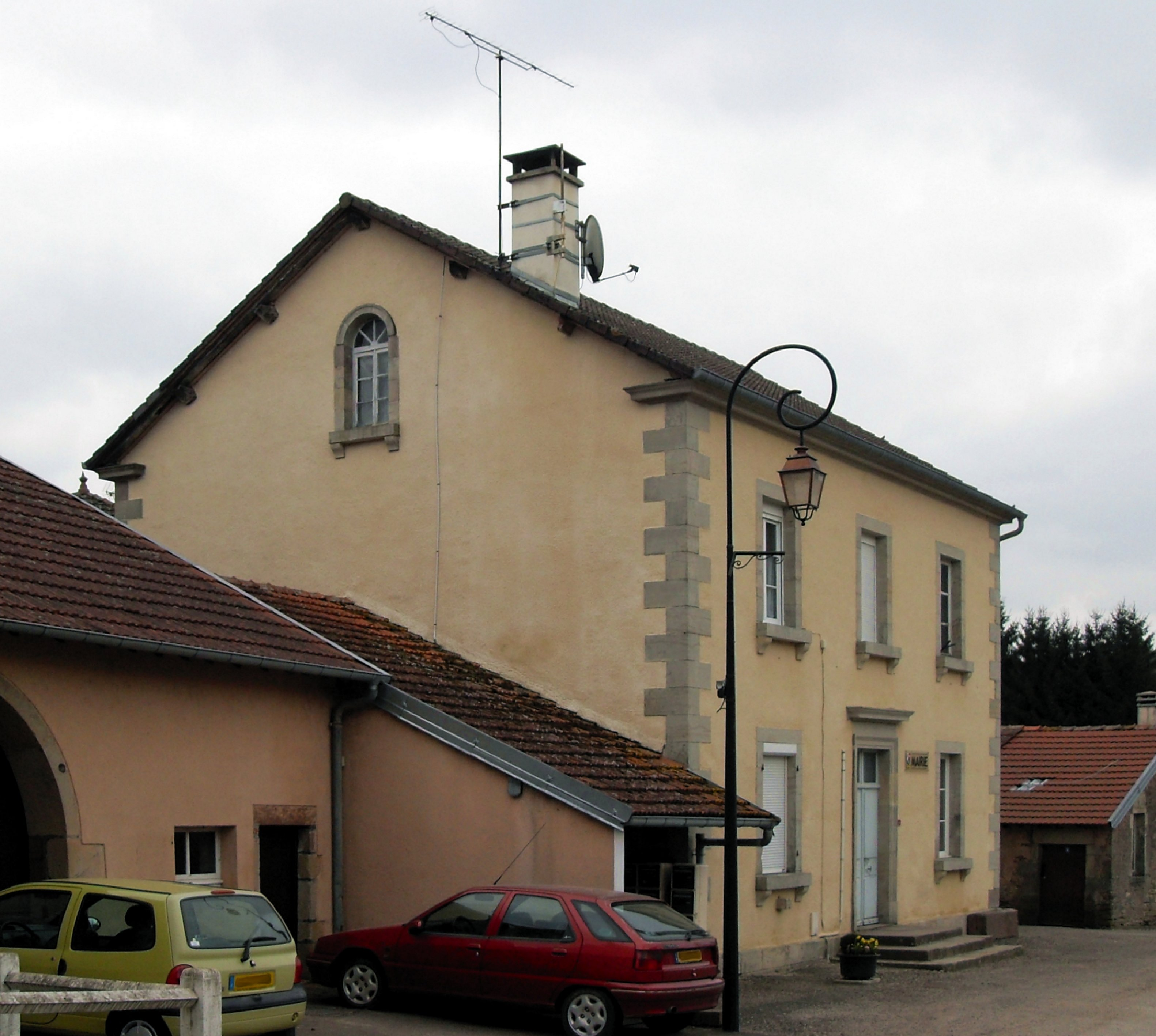
La mairie de Dampvalley.

| Période                                  | Période                   | Identité                      | Étiquette | Qualité                    |
| ---------------------------------------- | ------------------------- | ----------------------------- | --------- | -------------------------- |
| Les données manquantes sont à compléter. |                           |                               |           |                            |
| 2001                                     | 2011                      | Marcel Thouvenot              |           | Démissionnaire             |
| 2011                                     |                           | Bernadette Thouvenot          |           | Cadre retraitée à La Poste |
| mai 2020                                 | En cours (au 27 mai 2020) | Denis Fourrier, nouveau maire |           |                            |

## Démographie
L'évolution du nombre d'habitants est connue à travers les recensements de la population effectués dans la commune depuis 1793. Pour les communes de moins de 10 000 habitants, une enquête de recensement portant sur toute la population est réalisée tous les cinq ans, les populations de référence des années intermédiaires étant quant à elles estimées par interpolation ou extrapolation. Pour la commune, le premier recensement exhaustif entrant dans le cadre du nouveau dispositif a été réalisé en 2005.

En 2022, la commune comptait 45 habitants, en évolution de +32,35 % par rapport à 2016 (Haute-Saône : −1,4 %, France hors Mayotte : +2,11 %).
| 1793 | 1800 | 1806 | 1821 | 1831 | 1836 | 1841 | 1846 | 1851 |
| ---- | ---- | ---- | ---- | ---- | ---- | ---- | ---- | ---- |
| 84   | 93   | 102  | 106  | 95   | 94   | 99   | 109  | 120  |

| 1856 | 1861 | 1866 | 1872 | 1876 | 1881 | 1886 | 1891 | 1896 |
| ---- | ---- | ---- | ---- | ---- | ---- | ---- | ---- | ---- |
| 98   | 93   | 105  | 107  | 114  | 90   | 90   | 89   | 86   |

| 1901 | 1906 | 1911 | 1921 | 1926 | 1931 | 1936 | 1946 | 1954 |
| ---- | ---- | ---- | ---- | ---- | ---- | ---- | ---- | ---- |
| 97   | 100  | 91   | 76   | 65   | 61   | 59   | 45   | 48   |

| 1962 | 1968 | 1975 | 1982 | 1990 | 1999 | 2005 | 2006 | 2010 |
| ---- | ---- | ---- | ---- | ---- | ---- | ---- | ---- | ---- |
| 38   | 54   | 43   | 40   | 29   | 33   | 41   | 44   | 49   |

| 2015 | 2020 | 2022 | - | - | - | - | - | - |
| ---- | ---- | ---- | - | - | - | - | - | - |
| 36   | 42   | 45   | - | - | - | - | - | - |

## Culture locale et patrimoine

### Lieux et monuments
- Château des Courtaillon, ancienne maison forte.
- Église reconstruite au XVIIIe - mobilier et toiles - beau maître-autel Louis XVI - monstrance d'argent XVIIIe.
- Fontaine et croix de Saint-Étienne du XVIIIe.

### Héraldique
|  | Les armes de la commune se blasonnent ainsi : De sinople aux deux palmes d’argent passées en sautoir et entrelacées avec un cœur vidé d’or, chapé ployé à dextre aux flanchis de gueules et à senestre de gueules au mouton paissant d’argent. |